# 俞吉濬
兪吉濬（：／ Yu Kil-chun，1856年10月24日—1914年9月30日）朝鲜半岛近代政治家、外交官、作家、啟蒙思想家、啟蒙運動家，開化黨人物。字聖武（성무），號矩堂（구당）、天民（천민）、矩一（구일）。本貫杞溪兪氏。
他出生在漢城，早年跟隨朴珪壽學習。1881年前往日本，與柳定秀一起入學於慶應義塾，師從於福澤諭吉。1883年前往美國留學，師從於爱德华·S·摩尔斯。1885年，朝鮮發生甲申政變，他回國，屬於開化黨的一員。政變失敗後他被逮捕囚禁，囚禁中寫下了記錄歐美見聞的書籍《西遊見聞》，為韓國歷史上最早的西洋遊記。1895年任金弘集內閣的內務協辦，任內參與改革，成為甲午更張的中心人物。俄館播遷後金弘集內閣垮臺，他流亡日本。他意識到日本意圖吞併韓國，1900年，他與陸軍士官學校的朝鮮留學生暗中聯合，圖謀廢黜高宗、擁立義親王李堈為韓國皇帝。事情敗露後韓國提出交涉，為避免與韓國發生外交衝突，他被日本流放到小笠原群島。
1907年回國，發起愛國啟蒙運動，寫下《大韓文典》，普及諺文，主張韓國現代化和維持獨立。日本吞併韓國後，他被敘為男爵。他以此為恥，於1912年12月6日放棄爵位。

## 著作
- 西遊見聞
- 朝鮮文典
- 矩堂集
- 矩堂詩抄
- 觀光略記
- 世界大勢編
- 大韓文典

## 外部連結
- 兪吉濬[] 
- 兪吉濬 
- 兪吉濬 
- 구당 유길준(矩堂 兪吉濬):2003년 12월의 문화 인물 
- 계몽주의자, 군국주의자!:박노자（页面存档备份，存于） - 한겨레 21 [제502호] 2004.04.01일자 
- 윤치호와 유길준:박노자ㆍ허동현의 서신 논쟁-'우리안 100년 우리밖 100년' <2> （页面存档备份，存于） 프레시안 2003-02-17 
- (이규태 코너) 유길준 박물관（页面存档备份，存于） 조선일보 2002.01.09 
- 전통과 서구 문명 결합‘조선적 근대화’추구한 유길준 조선일보 2004.07.16 